# Pteris itatiajensis
Pteris itatiajensis là một loài dương xỉ trong họ Pteridaceae. Loài này được Szyszył. in Wawra mô tả khoa học đầu tiên năm 1888.
Danh pháp khoa học của loài này chưa được làm sáng tỏ. 